# Алтыншокы (гора)
Алтыншокы (каз. Алтын шокы) — гора (сопка) в Улытау, расположена в Улытауском районе Карагандинской области.

## Карсакпайская надпись
Во время похода против хана Золотой Орды Токтамыша эмир Тимур, прибыв в эту местность весной 1391 года, приказал установить памятник на вершине Алтын шокы. На памятнике высечены слова:

1. Би-сми-ллāхи-р-раx̣мāни-р-раx̣ӣм
2. Мāлику-л-мулки-л-к̣уддусу-л-x̣ак̣к̣у-л-му’мину-л-мухаймину-л-джаббāру
3. Л-к̣āдиру-л-x̣акӣму-л-мумӣту-л-x̣аййу
4. Тарих йети-юз токсан учинче кой
5. Йыл язнынг ара-ай Тураннынг султаны
6. Темур-бек уч юз мингь джериг била ислам учюн Токтамыш-хан
7. Булгар ханыга юриды бу ерга етип белгу болсун дип
8. Бу обаны копарды
9. Тангьри нысфат бергяй иншалла
10. Тангьри ул кишигя рахмат кылгяй бизни дуа била
11. Яд кылгяй
— Транскрипция текста двуязычной надписи Тимура
Русский перевод двуязычной надписи Тимура:

«Во имя Аллаха милостивого, милосердного! Владыка сущего, Святилище истины, Неусыпный защитник, Всесильный и всемогущий, Премудрый даритель жизни и смерти!
Лета семьсот девяносто третьего, в средний месяц весны года овцы [6 апреля 1391 года], султан Турана Тимур-бек поднялся с тремя сотнями тысяч войска за ислам на булгарского хана Тохтамыш-хана. Достигнув этой местности, он возвёл этот курган, чтобы был памятный знак.
Даст Бог, Господь да свершит правосудие! Господь да окажет милость людям страны! Да помянут они нас молитвой!»— 
Надпись была нанесена на тёмной амфиболитовой плите. Всего можно различить одиннадцать строк. Три из них написаны арабским шрифтом и содержат коранический текст. Остальные написаны знаками уйгурского алфавита.

## Исследования
С 1711-го по 1721 год в Тобольске жил пленный шведский офицер Филипп Страленберг, собравший много материала по истории, географии и топографии Центрального Казахстана. В 1723 году, вернувшись на родину, Страленберг написал книгу, где сообщал о письменах на камне в горах Едыге. По-видимому, здесь идёт речь о знаменитой улытауской надписи.
Памятник обнаружен академиком К. И. Сатпаевым. Хранится в Санкт-Петербурге в Эрмитаже. Надпись сделана на арабском и чагатайском языках. В 1940 году был опубликован перевод надписи профессором Н. Поппе и академиком А. Маргуланом.